# Punk suédois

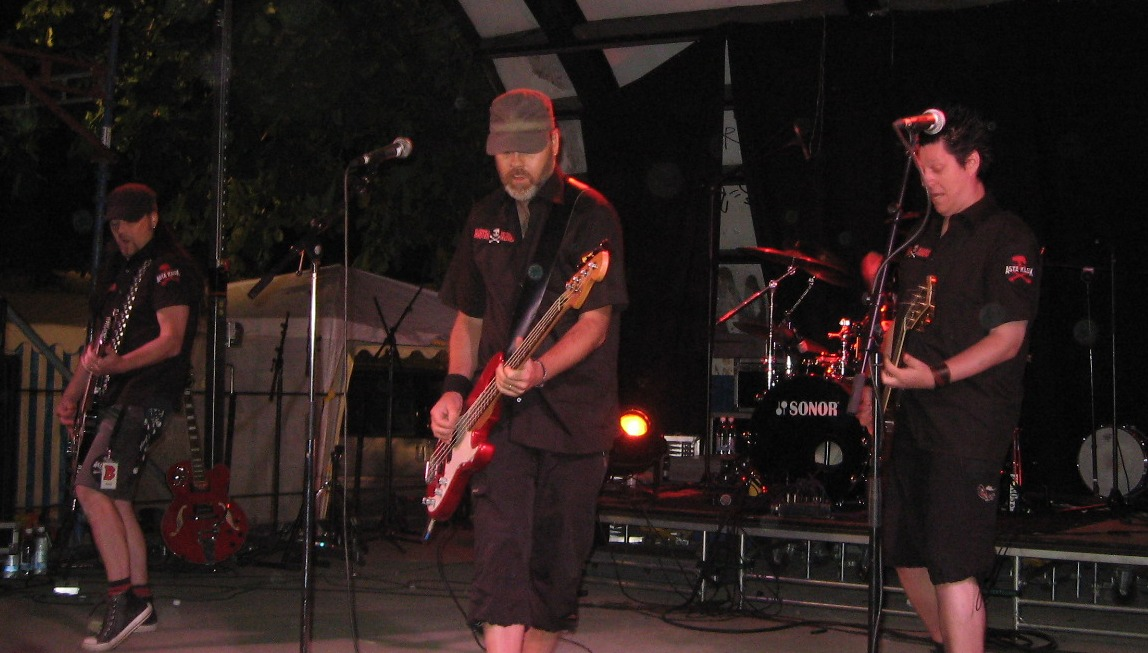
Le groupe suédois de punk Asta Kask jouant au festival Pretzeltown à Södertälje

Le punk suédois désigne la culture et le mouvement punk rock en Suède.

## Histoire
Le punk suédois est mentionné pour la première fois en 1977. Ebba Grön et KSMB comptent parmi les premiers groupes punk suédois et les plus connus à ce jour. Au niveau international, ces premiers groupes sont décrits comme mélodiques et accrocheurs. Le sous-genre correspondant est appelé trallpunk. D'autres représentants connus de ce genre sont Asta Kask et Radioaktiva räker, qui exercent encore aujourd'hui une influence avec leurs textes critiques et de politique de gauche. De nombreux groupes punk suédois des débuts donnent encore aujourd'hui des concerts avec des formations anciennes ou nouvelles.
Les groupes Mob 47 et Anti Cimex, entre autres, comptent parmi les précurseurs du d-beat, un style musical plus dur et plus rapide qui est devenu de plus en plus populaire en Suède dans les années 1980. Les groupes populaires des années 1990, également classés dans le genre d-beat ou crustcore, sont Driller Killer, Skitsystem, Wolfbrigade et Disfear.
Le représentant le plus connu du punk suédois au niveau international est le groupe Millencolin, formé en 1992, qui est classé dans le genre du melodycore.